# Genie (barn)
Genie är pseudonym för ett vilt barn, vars egentliga namn inte är känt för allmänheten, som tillbringade sina första tretton år inlåst i ett sovrum fastspänt på en pottstol. Hon anses vara ett offer för en av de mest allvarliga fallen av social isolering i den amerikanska historien. Genie upptäcktes av Los Angeles myndigheter den 4 november 1970.
Genies fall har jämförts mycket med Victor från Aveyron, som hittades i skogen cirka 12 år gammal. Psykologer, lingvister och andra forskare har visat ett stort intresse för detta fall på grund av den avsaknad av språklig kontakt som Genie växte upp med. Genie vårdades till att börja med på ett barnsjukhus i Los Angeles, men väckte snart en livlig debatt om var och med vem hon skulle leva. Genie flyttades mellan de olika forskarnas hem, vidare till fosterhem, tillbaka till sin mors hus och slutligen till ett skyddat hem för vuxna med funktionsnedsättningar i Kalifornien. Finansiering av och forskningsintresset för Genie och hennes utveckling avtog så småningom, och 1994 skrevs en bok om hennes fall av Russ Rymer.

## Biografi

### Föräldrar och den tidiga misshandeln
Genies föräldrar bodde i Arcadia i Kalifornien. Genie var deras fjärde barn. Hon hade en syster som dog två månader gammal då fadern hade tröttnat på hennes skrik, svepte in henne i en filt och lämnade henne i en byrålåda i garaget, en bror som dog kort efter födseln av okänd anledning och en sex år äldre bror som även han utsattes för allvarlig misshandel av fadern, men överlevde till vuxen ålder.
Genie tillbringade de följande 12 åren av sitt liv inlåst i sitt sovrum. Under dagen, och ibland även på natten, var hon fastbunden vid en pottstol, de nätter som hon inte hade glömts bort var hon var bunden i en sovsäck och placerad i en vagga, som täcktes med en metallskärm. Genies far slog henne med en pinne när hon försökte prata, och han skällde och morrade på henne som en hund för att hålla henne tyst. Han förbjöd även sin fru och deras son att lämna huset eller att tala, och han förbjöd dem uttryckligen att tala med eller i närheten av Genie. Vid 13 års ålder var Genie nästan helt stum, med ett ordförråd på ett 20-tal ord och ett par korta fraser (nästan alla negativa, som "stop it" och "no more"). 

### Räddningen
Genie upptäcktes vid 13 års ålder då hennes mor lämnade sin man och tog Genie med sig. Den 4 november 1970 kom de två in på ett socialkontor i Temple City för att söka bidrag för blinda. Socialarbetaren som mötte dem gissade att Genie var sex eller sju år och möjligen autistisk. När modern förklarade att hon var 13 år, kallade socialarbetaren genast på sin handledare, som i sin tur anmälde fallet till polisen. 
Genie hade utvecklat en karakteristisk "kaningång", där hon höll händerna upp framför sig, likt tassar. Trots att hon var nästan helt tyst, nosade hon ständigt, spottade och rev. Många av de föremål hon eftertraktade var föremål med vilka hon kunde leka. Trots hennes tillstånd hoppades sjukhuspersonal att de skulle vårda henne så att hon nådde ett normalt tillstånd för en trettonåring. Intresset för Genies situation ökande snabbt och snart hamnade hon i fokus för en undersökning för att ge belägg för teorin att människan har en ålderströskel för språkinlärning.  Inom några månaders behandling, hade hon avancerat till ett-ords-svar och hade lärt sig att klä på sig själv. Hennes läkare förutspådde dock fortfarande ett fullständigt tillfrisknande. Läkaren gick tillbaka till Jean Marc Itards arbete med den vilda pojken Victor från Ayveron för att få idéer till hur han skulle kunna gå vidare med Genie. Så småningom flyttas Genie från sjukhuset till sjukhuslärarinnan, Jean Butlers, hem och senare till psykologen David Rigler, där hon stannade med hans hustru och barn i fyra år. 

### Beteende
Även om Genie inledningsvis nästan var helt tyst lärde hon sig senare att artikulera och uttrycka sig genom teckenspråk. Trots att hon fick massor av leksaker och andra föremål för att stimulera sig tillbringade hon sin mesta tid i ett mörkt rum, där hon satt och stirrade på en gul regnkappa. Efter att hon hade fritagits gjordes många försök att hjälpa henne med att tala och umgås. Hennes uppträdande hade vid det laget förändrats avsevärt. I viss utsträckning kunde hon umgås med de vuxna hon kände. Hon samlade på färgglada plastföremål och var djupt fascinerad av klassisk musik, framför allt pianomusik.

## Jean Butler
Genies första fosterhem var hos sjukhuslärarinnan Jean Butler, och Genie hamnade där mer eller mindre av misstag eller, som medlemmar av arbetslaget misstänkte, en överlagd plan från Butlers sida för att få Genie boende hos sig permanent. Butler hävdade att hon själv hade fått ett utslag som sannolikt var mässlingen, och menade att Genie, när hon hade besökt hennes hem, kanske även blivit smittad. Genie flyttades då till Butlers hem som en tillfällig karantän, men vistelsen blev förlängd och de andra började misstänka att Butler hade för avsikt att göra det till en permanent lösning. Butler var mycket beskyddande gentemot Genie och började visa motstånd mot de andra i arbetslaget att besöka henne.
I Butler personliga dagbok uttryckte hon sin oro för att Genie undersöktes alltför mycket och utsattes för experiment. Trots den genuina omtanken hyste Butler förhoppningar om att Genie skulle kunna bidra till att göra henne känd och enligt Curtiss förklarade Butler ofta att hon skulle bli "den nästa Anne Sullivan". Butler dog 1988, men många medlemmar i arbetslaget har hävdat att Butler visade äkta tillgivenhet för Genie och en överväldigande önskan att "rädda" henne.
Butler fortsatte dock med de viktigaste metoderna att observera och dokumentera Genies beteende medan hon hade Genie i sitt hem. Ett beteende som Butler dokumenterat var Genies tvångsmässiga hamstrande, ett beteende som är typiskt för barn som har flyttat från misshandelshem. Butler ansökte så småningom om att bli Genies rättsliga fosterförälder, men blev då nekad detta.

## Familjen Rigler
Genie återvände till sjukhuset och lämnades över till en ny fosterförälder, terapeuten David Rigler och hans fru Marilyn, som blev Genies nya lärare. Marilyn fann behovet av att lära Genie på okonventionella sätt, bland annat Anger Management. Genie påvisade ofta självskadande beteende när hon blev arg, så Marilyn lärde Genie att visa sin ilska genom att hoppa, slå i dörrar, stampa fötterna i golvet och på andra sätt som är mindre självdestruktiva. Marilyn noterade att Genie hade lättare att behärska sitt ordförråd än de flesta barn som har ett talat språk. Under perioden hos Riglers kunde Genie till och med diskutera sina år av misshandel  Hon stannade hos familjen Rigler de kommande fyra åren. Under denna period utvecklade hon sitt språk och Riglers såg till att hon fick lära sig teckenspråk och att, om hon inte kunde uttrycka sig i språk, kommunicera genom att rita bilder. Hon lärde sig även att le under denna period. 

## Tillbaka till sin mor
Trots Genies relativt goda utveckling ansåg National Institute of Mental Health, som finansierat projektet, att det skötts amatörmässigt och att det fanns brister på vetenskapliga data. År 1974 avbröt därför institutet sin finansiering av projektet. I och med detta valde Riglers att avsäga sig sitt fosterföräldraskap.
År 1975 var Genie tillbaka i sin mors vård efter moderns egna önskemål att ta hand om sin dotter. Efter ett par månader fann hon dock att uppgiften var henne övermäktig, och Genie överfördes till ett nytt fosterhem, men blev inte långvarig; därpå följde ytterligare fem fosterhemsplaceringar. I några av hemmen utsattes hon för misshandel och trakasserier, varpå hennes utveckling gick tillbaka. Snart hade hon återgått till att inte prata. Efter att ha bestraffats för en kräkning i ett av hemmen vågade hon inte längre öppna munnen överhuvudtaget.
Flera år senare stämde Genies mor arbetslaget för de tester som de utsatt Genie för, men fallet kom aldrig till rättegång. Genie bor nu i ett skyddat boende i en hemlig plats i södra Kalifornien. Hennes mor dog 2003. 
Filmen Mockingbird Don't Sing är baserad på Genies liv.